# Union of Concerned Scientists
L'Union of Concerned Scientists (UCS) ("l'Union des scientifiques préoccupés" en anglais) est un groupe américain indépendant de scientifiques et de citoyens œuvrant pour trouver des solutions dans les domaines suivants :
- Le réchauffement global
- Les véhicules propres
- Les énergies propres
- L'énergie nucléaire
- Les armes nucléaires et la sécurité globale
- L'alimentation et l'agriculture
- Les espèces envahissantes.

## Actions
En 1992, le cofondateur du groupe Henry Kendall a présidé le "World Scientists' Warning to Humanity" (l'avertissement des scientifiques du monde à l'humanité), parrainé par l'UCS, qui appelait à un « changement fondamental » pour aborder une série de questions de sécurité et d'environnement. Le document a été signé par 1700 scientifiques, dont la majorité des lauréats du prix Nobel en sciences.
En 2018, l'UCS publie un rapport sur l'état du parc nucléaire américain (99 réacteurs répartis dans 60 centrales, produisant 20 % de l'électricité du pays) ; il évalue à 35 % la part des réacteurs (22 % de la puissance du parc) qui sont menacés de fermeture anticipée ou déjà en instance de fermeture et montre qu'en l'absence de nouvelle politique, la production de ces réacteurs serait remplacée par celle de centrales à gaz, ce qui pourrait entrainer une augmentation de 4 à 6 % des émissions de gaz à effet de serre du secteur électrique américain. L'UCS appelle donc les autorités à adopter des politiques de réduction du carbone, avec la fixation d'un prix du carbone, des normes d'électricité bas-carbone et un soutien financier aux centrales nucléaires.